# Pseudoxyops perpulchra
Pseudoxyops perpulchra är en bönsyrseart som beskrevs av John Obadiah Westwood 1889. Pseudoxyops perpulchra ingår i släktet Pseudoxyops och familjen Mantidae. Inga underarter finns listade i Catalogue of Life.